# Mathias Zdarsky

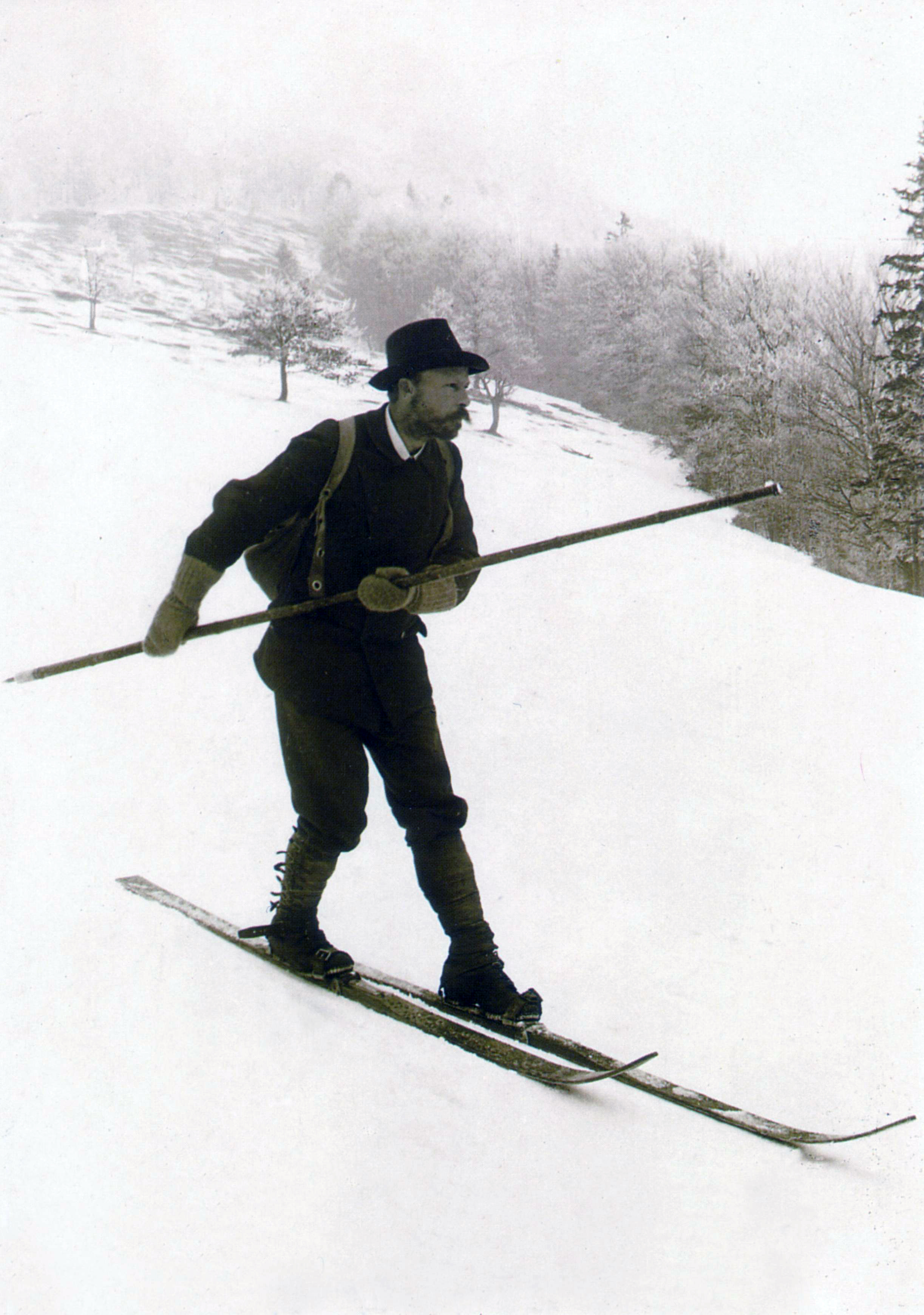
Zdarsky démontrant sa technique de ski. Photo qui inspira un timbre à son effigie en Autriche [http://aeiou.iicm.tugraz.at/aeiou.stamp.1990.900620a

Mathias Zdarsky, né le 25 février 1856 à Kozichowitz en Moravie  et décédé le 20 juin 1940 à Sankt Pölten. 
Zdarsky fut un pionnier du ski, considéré comme l'un des fondateurs de la technique du ski alpin moderne. Il a été le premier instructeur de ski autrichien.

## Biographie
Issu d'un milieu modeste, Zdarsky avait reçu une formation d'enseignant et occupé différents postes à Vienne, Elsenreith, puis à la prison de Stein, mais sa soif de connaissance le poussa à reprendre des études: il reçoit une formation artistique à Munich (il pratiquera toute sa vie peinture et sculpture), puis d'ingénieur à Zürich. Il entreprend alors des voyages dans les Balkans et en Afrique du Nord, dont gardent trace les peintures réalisées alors, conservées au musée de Lilienfeld (où il vécut à partir de 1889).
C'est à Lilienfeld, lors de l'hiver 1890-1891, qu'il commande une paire de skis norvégiens, les meilleurs sur le marché alors, et travaille à leur amélioration. Inventeur infatigable, il déposera plus de 180 brevets au cours de sa vie : il fut l'apôtre inconditionnel des skis courts, de la rainure centrale (toujours utilisée pour le saut à ski pour assurer la stabilité longitudinale), l'inventeur de l'attache métallique, du sac de bivouac... et influença donc fortement la technologie du ski. Il conçut des fixations de skis destinées à la descente, avec utilisation d'un seul bâton (une amélioration utilisant deux bâtons pour rétablir l'équilibre sera proposée par Bilgeri en 1910, suscitant une vive controverse entre les deux inventeurs).
Parallèlement, il rédige une méthode pour apprendre à skier sans chute, la Lilienfeld Skilauftechnik (Lilienfeld Ski Technique), publiée en 1896 à Hambourg: l'ouvrage connaîtra 16 éditions, et en 1905 verra son titre transformé en "Alpine Ski technique", à des fins évidentes de promotion de ce sport. Bien qu'il ne fût pas la première méthode de ski (il en existait une demi-douzaine sur le marché), elle était si détaillée et progressive qu'elle connut un large succès - au grand dam de ceux pour qui le ski était la descente de vitesse, non une gymnastique complexe). Zdarsky ne se souciait pas de vitesse, ni de compétition: le ski était un moyen de déplacement, et un instrument pour maintenir la condition physique et mentale: excellent gymnaste, il s’inscrivait ainsi dans le courant hygiéniste qui promouvait la pratique sportive au tournant du siècle, et dont Pierre de Coubertin une éminente figure. Mais ce désintérêt pour la vitesse allait à contre-courant de l'histoire et explique en partie la marginalité de cette figure pionnière.
En 1898 il commence à fonder des clubs de ski, d'abord dans sa ville puis en Autriche (en 1908, la moitié des skieurs autrichiens appartiennent à des clubs Zdarsky), et de nombreux étrangers viennent y apprendre sa méthode, gratuitement: son style n'était pas nécessairement élégant, mais la promesse d'apprendre à skier sans chute avait suscité un intérêt pour le ski alpin qui ne devait plus se démentir. L'activisme de Zdarsky et de amis n'était cependant pas du goût des Norvégiens, qui avaient jusqu'alors eu la haute main sur ce sport: une course-démonstration fut organisée en 1904, qui aboutit à la conclusion que les skis plus courts et la technique spéciale de Zdarsky était plus fiables en cas de pentes supérieures à 20°. 
Zdarsky avait formé de nombreux militaires entre 1903 et 1911, et servira comme instructeur dans l'armée pendant la guerre: c'est à cette occasion qu'il est emporté par une avalanche qui lui vaudra 80 fractures et une décoration. Pour autant, l'inventeur se voit marginalisé : en 1913 les skis Bilgeri, déjà adoptés par les 3/4 des soldats autrichiens, deviennent skis officiels de l'armée.
Zdarsky est crédité de l'invention du slalom moderne : si le mot "Slalaam" est norvégien, et désigne une course à obstacles naturels dès 1876, c'est bien Zdarsky qui organise le 19 mars 1905, la première compétition de slalom, dont l'objectif de descendre sans chute ni arrêt une piste à obstacles artificiels dénommés "portes". La compétition réunit 24 participants au Mückenkogel, à Lilienfeld: le premier de la course tombe six fois, de sorte qu'il n'y eut pas de vainqueur. L'événement fut peu médiatisé, de sorte que le slalom réalisé en 1922 par l'anglais Arnold Lunn permit à ce dernier de revendiquer à son tour la paternité de l'épreuve .
Ainsi Zdarsky se trouva-t-il cantonné au rôle d'inventeur excentrique, sans que son apport réel apparaisse à ses contemporains: ses innovations furent oubliées par le succès de la variante qu'en donna Bilgeri, et sa méthode elle-même, déclassée par d'autres permettant une plus grande vitesse. Il reste néanmoins à la postérité grâce à une montagne de l'Antarctiquequi porte son nom, le Mount Zdarsky.